# 郑国凤
郑国凤（1966年9月22日—），浙江诸暨人，越剧女演员，擅长小生，一级演员。

## 生平
1986年4月，进入无锡市越剧团工小生。1990年1月，进入上海越剧院红楼剧团。代表作品有越剧《红楼梦》(饰演贾宝玉)、《孟丽君》(饰演皇帝)、《盘夫索夫》(饰演曾荣)、《北地王》(饰演刘谌)、《追鱼》(饰演张珍)等。在2007年越剧电影《红楼梦》中饰演贾宝玉。

## 外部連結
- 郑国凤超话—新浪微博超话社区  （页面存档备份，存于）